# Tomomingi silvae
Tomomingi silvae är en spindelart som beskrevs av Szüts, Scharff 2009. Tomomingi silvae ingår i släktet Tomomingi och familjen hoppspindlar. Inga underarter finns listade i Catalogue of Life.